# .lk
.lk là tên miền quốc gia cấp cao nhất (ccTLD) của Sri Lanka. Những công ty nước ngoài không có hiện diện trong nước chỉ có thể dự trữ Tên miền Cấp cao nhất và Cấp 2 mở theo đó. (thông qua Cơ quan hoặc Đại diện Đăng ký Tên miền LK). Để đăng ký và sử dụng một tên họ phải có một địa chỉ nội địa ở Sri Lanka (có thể có được thông qua đại diện hoặc cơ quan luật).

## Tên miền cấp 2
Việc đăng ký được thực hiện ở cấp 2 và cũng ở cấp 3 dưới vài tên miền cấp 2 đã được phân loại. Đăng ký tên miền cấp 2 sẽ tự động khóa các tên đăng ký bất cứ ai khác ở cấp 3.
Những tên cấp 2 sau được phép đăng ký:
Đăng ký có giới hạn:
- .gov.lk: cơ quan chính phủ Sri Lanka (tự động được giữ tên ở cấp 2 và dưới các tên cấp 2 khác)
- .sch.lk: trường đăng ký ở Sri Lanka
- .net.lk: Các dịch vụ Internet ở Sri Lanla
- .int.lk: tổ chức quốc tế

Open registration:
- .com.lk: tổ chức thương mại
- .org.lk: tổ chức phi thương mại
- .edu.lk: trang giáo dục
- .ngo.lk: tổ chức phi chính phủ
- .soc.lk: xã hội đăng ký
- .web.lk: trang web
- .ltd.lk: công ty trách nhiệm hữu hạn
- .assn.lk: liên hiệp
- .grp.lk: nhóm công ty
- .hotel.lk: khách sạn